# Kachikau
Kachikau is een dorp in het district North-West in Botswana. De plaats telt 1356 inwoners (2011).